# Calisto archebates
Calisto archebates är en fjärilsart som beskrevs av Ménétriés 1832. Calisto archebates ingår i släktet Calisto och familjen praktfjärilar. Inga underarter finns listade i Catalogue of Life.